# Muke s palcem (2005.)
Muke s palcem je američka dramska komedija iz 2005. koju je režirao Mike Mills, a temelji se na istoimenom romanu Waltera Kirna. U središtu priče je tinejdžer Justin Cobb (Lou Taylor Pucci) koji pokušava riješiti svoj problem sisanja palca pomoću hipnoze, seksa i droga.

## Vanjske poveznice
- Službena stranica
- Muke s palcem na Rotten Tomatoes
- Movie stills
- Muke s palcem na BehaveNet
- Caranicas, Peter, Mike Mills Makes Thumbsucker, Park City Digital Report, 6. siječnja 2005.